# Hövelhof
Hövelhof ist eine Gemeinde in Nordrhein-Westfalen, Deutschland und gehört zum Kreis Paderborn. Seit dem 14. März 2012 darf Hövelhof den offiziellen Zusatz Sennegemeinde führen.

## Geografie

### Geografische Lage

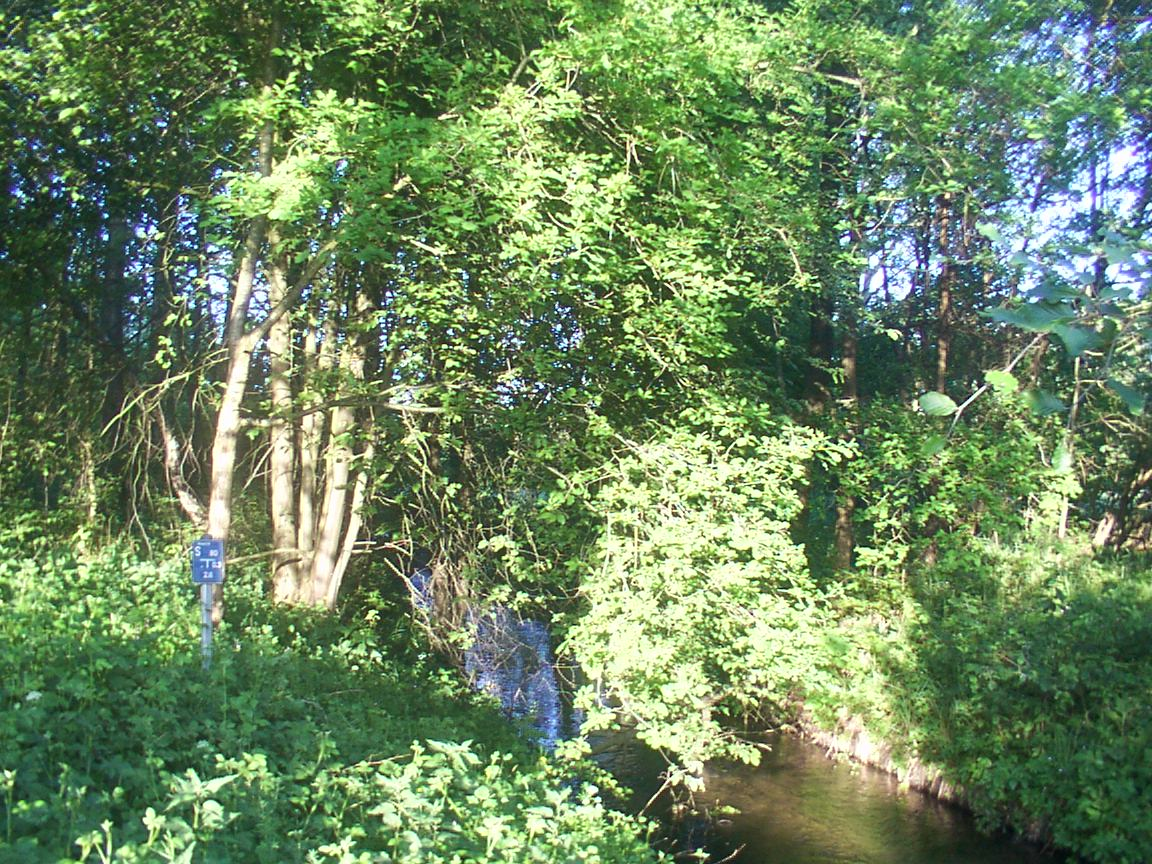
Haustenbach bei Staumühle, an der Grenze zum Truppenübungsplatz Sennelager

Hövelhof liegt im Nordosten Nordrhein-Westfalens, in der Mitte Ostwestfalen-Lippes (Regierungsbezirk Detmold) und im Norden des Kreises Paderborn. Naturräumlich liegt die Gemeinde in der Senne, der östlichen Teillandschaft der Westfälischen Bucht. Das Gemeindegebiet ist überwiegend eben.
Vorherrschendes Gewässer der Gemeinde ist die Ems, deren Quellen unmittelbar nördlich der Gemeindegrenze auf Stukenbrocker Gebiet liegen. Weitere Fließgewässer, welche auf dem Gemeindegebiet entspringen oder es durchqueren, sind der Haustenbach, der Knochenbach, der Krollbach, der Kastenbach, der Schwarzwasserbach, der Furlbach, der Holtebach und der Hallerbach. Der Ortskern von Hövelhof befindet sich auf 109 m Höhe über NN.
Siehe auch: Naturräume in OWL, Gewässer in OWL

### Geologie

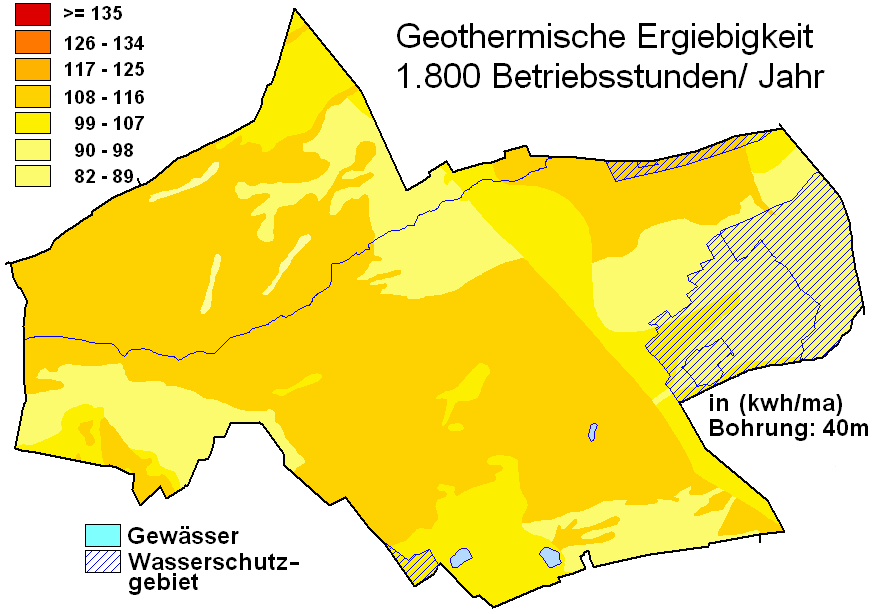
Geothermische Karte von Hövelhof

Das Gemeindegebiet liegt in der „großen Emsterrasse“, die hier oberflächennah aus einer Folge von Kiesen, Sanden und Schluffen der Weichseleiszeit besteht. In zunehmender Tiefe liegen oft Vorschüttsande und Beckentone der Saalekaltzeit, die durch Schmelzwasserablagerungen entstanden sind, oder Sedimente der ausgehenden Holstein-Warmzeit. An der Oberfläche selbst finden sich häufig Uferwälle, Flugsande, Dammbetten, Dünen und Moore der ausgehenden Weichseleiszeit und der Nacheiszeit.
Unter den durch das Eiszeitalter gebildeten Schichten befindet sich Festgesteinsuntergrund, der aus leicht nach Westen geneigten Tonmergelsteinen („Emscher-Mergel“), Kalkmergel-, Mergelkalk- und Kalksteinen des Erdmittelalters besteht. Darunter befindet sich ein Sockel aus gefalteten Gesteinen des Erdaltertums (Devon, Karbon).
Grundwasser kommt in den Lockergesteinen des Eiszeitalters mäßig vor, in den Rinnen der Emsterrasse auch in größeren Mengen. Der oberste Grundwasserstock wird in den Lockergesteinen gebildet. Zwischen diesen und dem zweiten Grundwasserstock in Festgesteinen der tieferen Oberkreide treten lokal geringdurchlässige Einlagerungen auf. In diesem zweiten Grundwasserstock ist Wasser von Nordosten nach Südwesten zunehmend versalzt. Sand und zum Teil auch Kies sind in den Ablagerungen der Ems und ihrer Zuflüsse reichlich vorhanden und sind zur Nutzung als Mauer- und Füllsand geeignet.
Die Böden im Gemeindegebiet bestehen aus grundwasserbeeinflussten Böden (Gleye, Niedermoore) und etwa fünf bis zehn Meter höher gelegenen, trockeneren Terrassensanden des Pleistozäns. Hier ist ein häufiger Wechsel zwischen Böden aus nacheiszeitlichen Fluss- und Bachablagerungen und Böden aus Geschiebelehm und Flugsanden anzutreffen. Diese Wechsel verleihen der Landschaft ein leicht welliges Profil. An Standorten mit Grundwasserständen zwischen 60 und 100 cm unter der Oberfläche entstanden in nährstoffarmen Sanden Podsol-Gleye, in denen sich verfestigte und daher für die Landwirtschaft nachteilige Horizonte aus Raseneisenstein oder Ortstein gebildet haben. Eine landwirtschaftliche Nutzung war erst nach Brechen dieser Schichten und zum Teil Plaggenauftrag und Entwässerung möglich. An Standorten mit Grundwasserständen zwischen 100 und 200 cm unter der Oberfläche bildeten sich stark podsolierte Gley-Podsole, bzw. Podsole, sofern kein Grundwasseranschluss vorhanden ist. Diese Standorte ermöglichen nur ertragsarmen und dürregefährdeten Ackerbau.
Hövelhof eignet sich mittelmäßig bis sehr gut zur Nutzung von geothermischen Wärmequellen mittels Erdwärmesonde und Wärmegewinnung durch Wärmepumpenheizungen (vgl. dazu die nebenstehende Karte).

### Ausdehnung und Nutzung des Gemeindegebiets
Die als „große Landgemeinde“ klassifizierte Gemeinde Hövelhof bedeckt eine Fläche von 70,67 km², davon gehören 19,72 km² zum Truppenübungsplatz und 3,34 km² sind Gemeindeforst. Den größten Flächenanteil nehmen Landwirtschafts- und Waldfläche mit zusammen etwa 78,4 % ein. Die größte Ausdehnung in Nord-Süd-Richtung ist etwa 9,8 km, in Ost-West-Richtung etwa 13,2 km.
| Fläche nach Nutzungsart | Landwirt- schaftsfläche | Wald- fläche | Gebäude-, Frei- und Betriebsfläche | Verkehrs- fläche | Wasser- fläche | Sport- und Grünfläche | sonstige Nutzung |
| ----------------------- | ----------------------- | ------------ | ---------------------------------- | ---------------- | -------------- | --------------------- | ---------------- |
| Fläche in km²           | 33,88                   | 21,57        | 6,19                               | 3,73             | 0,96           | 1,12                  | 3,27             |
| Anteil an Gesamtfläche  | 47,91 %                 | 30,50 %      | 8,75 %                             | 5,28 %           | 1,36 %         | 1,58 %                | 4,62 %           |

### Nachbargemeinden
Hövelhof grenzt, beginnend im Nordwesten im Uhrzeigersinn, an die Städte Verl (Ortsteil Kaunitz) und Schloß Holte-Stukenbrock des Kreises Gütersloh, die Gemeinde Schlangen (Ortsteil Oesterholz-Haustenbeck) des Kreises Lippe und die Städte Bad Lippspringe, Paderborn (Stadtteile Sennelager und Schloß Neuhaus) und Delbrück (Ortsteile Steinhorst, Westerloh, Lippling und Ostenland) des Kreises Paderborn.

Lage der Ortsteile in Hövelhof

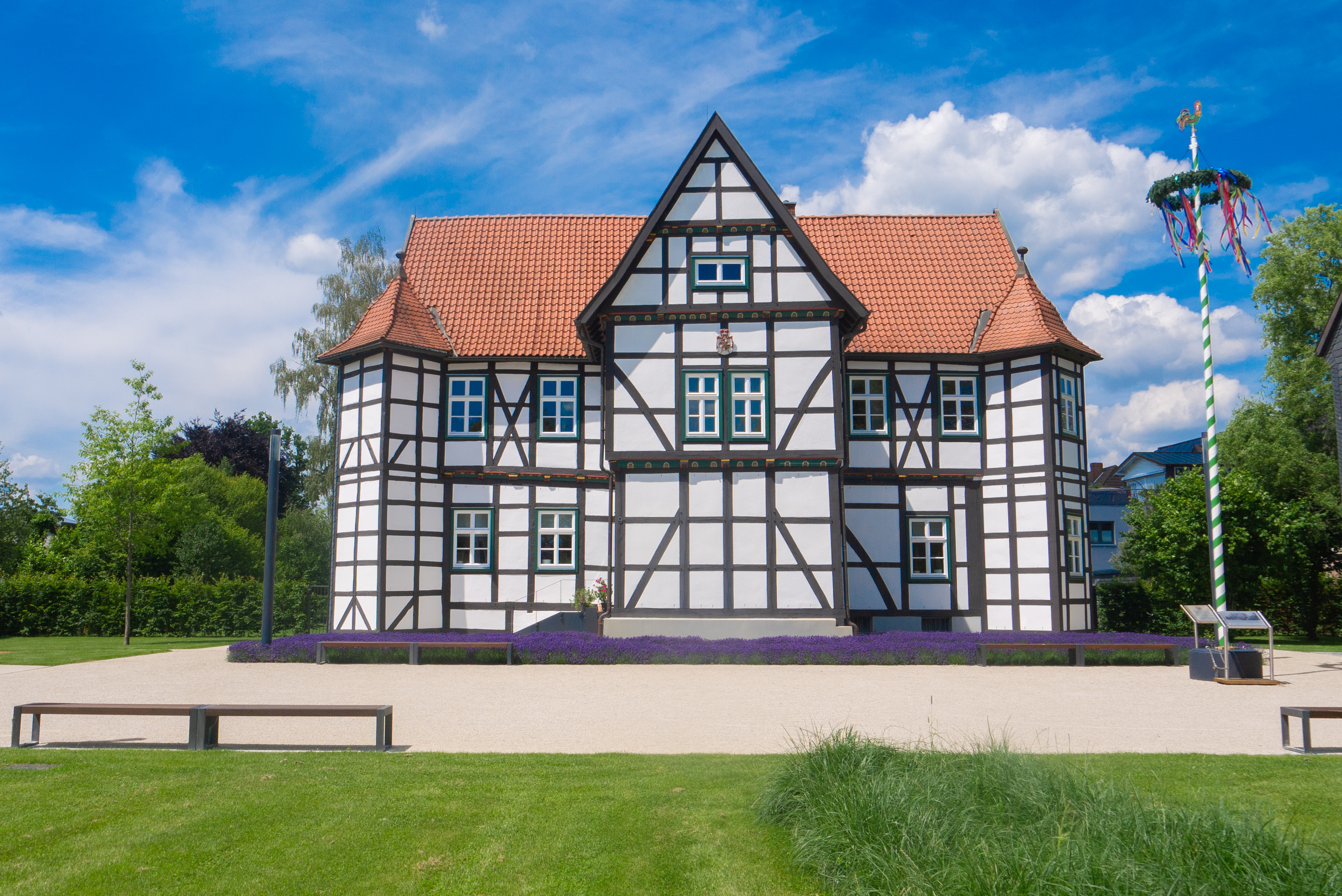
Ehem. fürstbischöfl. Jagdschloss, erbaut 1661

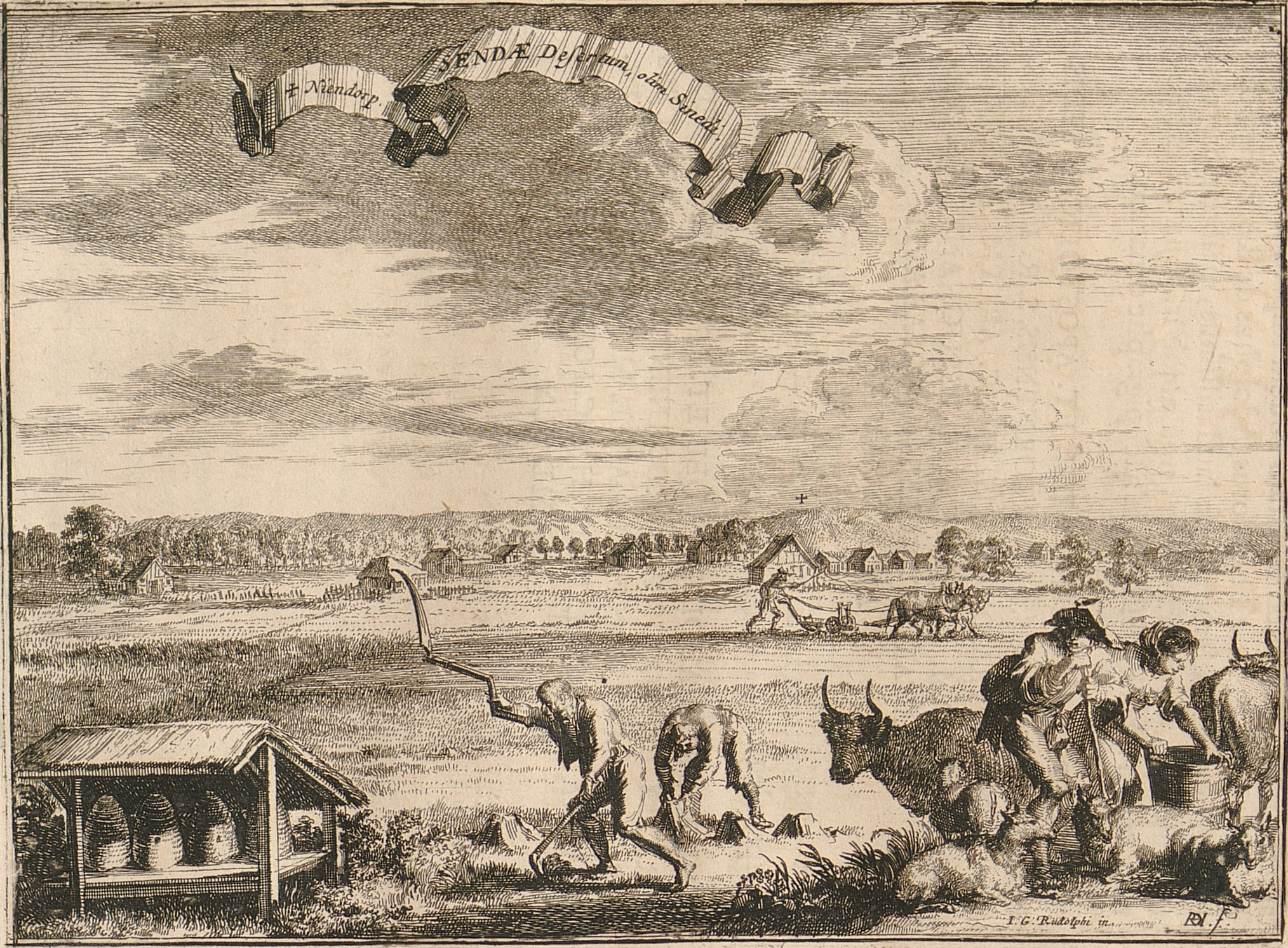
Das „Neue Dorf“ (Niendorp) im 17. Jahrhundert

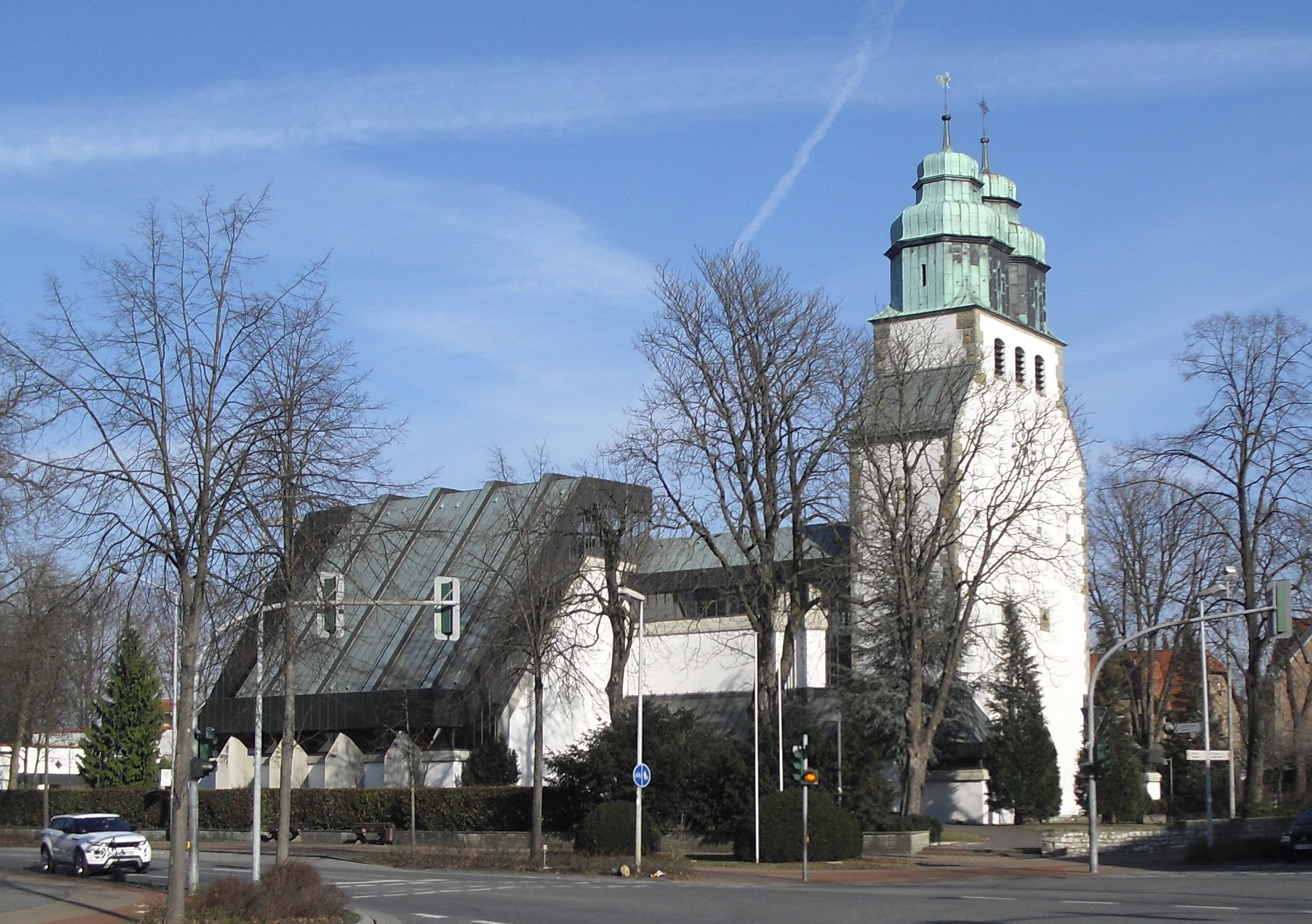
Katholische Pfarrkirche St. Johannes Nepomuk

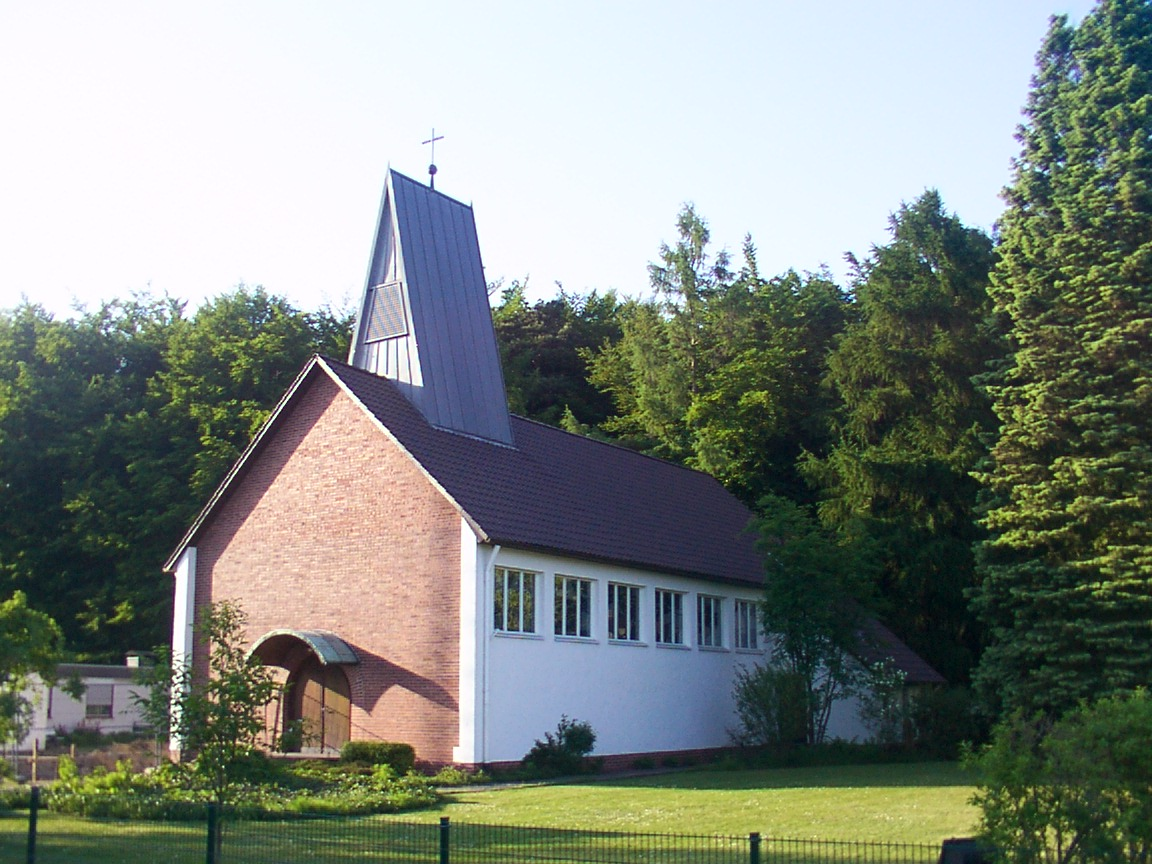
Evangelische Johanneskirche in Hövelhof

### Gemeindegliederung
Historisch bedingt gliedert sich die Gemeinde Hövelhof in die Ortsteile Hövelhof, Klausheide, Staumühle, Espeln, Riege, Hövelriege und Hövelsenne. Die Hauptsatzung der Gemeinde unterscheidet diese Ortsteile jedoch nicht. Des Weiteren gibt es noch die Ortslagen Bentlake, Untersenne und Hasendorf östlich des Ortskerns. Im Zuge der Erweiterung des Truppenübungsplatzes Senne musste fast der gesamte erst ab Mitte des 17. Jahrhunderts in Form von Riegen (Reihendorf) entstandene, im Osten von Hövelhof gelegene Ortsteil Hövelsenne ab 1939 geräumt werden. Einschließlich der aus dem Jahr 1800 stammenden Schule (1966) und der erst 1923 errichteten St. Josefskirche (1974) mussten 135 Häuser und Höfe geräumt werden.

## Geschichte
Der Name der Gemeinde leitet sich von einem gleichnamigen alten Vollmeierhof ab, der mindestens auf das Jahr 1000 zurückgeht. Die erste urkundliche Erwähnung des Hövelhofes im nordöstlichen Delbrücker Land stammt aus dem Jahre 1446. Knapp 200 Jahre später, im Jahr 1645, starb der letzte Meier zu Hövel kinderlos. Der Hövelhof fiel daher an den Landesherren, den Fürstbischof von Paderborn zurück. Um 1659 entstand das „Neue Dorf“ (Niendorp) am Krollbach. Neben dem Hofhaus wurde 1661 das Jagdschloss der Paderborner Fürstbischöfe erbaut, und Anfang des 18. Jahrhunderts erfolgte der Bau der ersten Hövelhofer Kirche innerhalb der Gräfte des Schlosses. Sie wurde 1706 fertiggestellt. Neun Jahre später kam es zur Gründung der katholischen Kirchengemeinde Hövelhof und der Abpfarrung von der Mutterkirche St. Johannes Baptist Delbrück. 1782 wurde eine größere Kirche am Standort der heutigen Pfarrkirche erbaut.
Nach dem Ende der Herrschaft des Fürstbischofs von Paderborn im Jahre 1802 wurde das Delbrücker Land zunächst preußisch. Im Königreich Westphalen bildete Hövelhof von 1807 bis 1813 eine Gemeinde im Kanton Neuhaus des Distrikts Paderborn im Departement der Fulda. 1813 fiel Hövelhof wieder an Preußen und 1816 kam die Gemeinde zum neuen Kreis Paderborn.
In den 1820er Jahren brach eine Sumpffieberepidemie in Hövelhof aus, der rund 800 Bürger zum Opfer fielen. Zu einem weiteren großen Bevölkerungsverlust kam es 1851 durch eine Hungersnot und Hungertyphus in Hövelhof und Stukenbrock. Im Jahre 1903 brannte der „Hövelhof“ ab.
Hövelhof gehörte ab 1844 zum Amt Delbrück, aus dem es 1895 ins Amt Neuhaus (ab 1959 Amt Schloß Neuhaus) wechselte.
1957 wurde die evangelische Johanneskirche gebaut und eingeweiht. Zwei Jahre später wurden Teile der Gemeinde Ostenland (Bentlake, Alkenbrink und die Kreissiedlung Klausheide) eingemeindet, und 1975 wurde mit Auflösung des Amtes Schloß Neuhaus Hövelhof amtsfreie Gemeinde. Teile der bisherigen Gemeinde Ostenland (Espeln und Klausheider Siedlung) wurden im Zuge dessen eingemeindet. Am 31. Oktober 1978 wurde der Personenverkehr über Verl nach Gütersloh-Nord mit der Teutoburger Wald-Eisenbahn eingestellt. 1982 wurde die Ev. Johannes-Kirchengemeinde selbstständig.

### Religionen
In Hövelhof gibt es die katholische Kirchengemeinde St. Johannes Nepomuk mit Pfarrvikarieämtern in Herz Jesu in Hövelriege und Herz Jesu in Espeln sowie die evangelische Johannes-Kirchengemeinde mit der Johannes-Kirche an der Breslauer Straße.
Ein Indiz für die Verteilung der Religionen kann die konfessionelle Zugehörigkeit der Hövelhofer Schüler sein. Demnach waren 2007 1008 der Schüler katholisch, 306 evangelisch und 56 islamisch. 139 gaben an, einer sonstigen Konfession anzugehören, 97 rechneten sich keiner Konfession zu.
1731 gründete sich in Hövelhof eine Bruderschaft von der Todesangst Christi, die für einen gnädigen Tod für sich und seine Mitbrüder betete.

### Eingemeindungen
Klausheide gehört seit der Gründung der Gemeinde im Jahr 1807 zu Hövelhof. Am 1. Oktober 1958 wurden die Kreissiedlung, Bentlake und Alkenbrink aus der Gemeinde Ostenland im Amt Delbrück nach Hövelhof umgegliedert.
Nach dem Sauerland/Paderborn-Gesetz, das die kommunale Neuordnung am 1. Januar 1975 regelt, wurde das Amt Schloß Neuhaus aufgelöst, und Hövelhof wurde eine amtsfreie Gemeinde mit eigener Verwaltung. Der Ortsteil Espeln und die Klausheider Siedlung wurden aus der Gemeinde Ostenland der Gemeinde Hövelhof zugeordnet.

### Einwohnerentwicklung
| Jahr  | Einwohner |
| ----- | --------- |
| 1818  | 1.684     |
| 1867¹ | 1.975     |
| 1916¹ | 2.387     |
| 1939¹ | 4.454     |
| 1950¹ | 6.434     |
| 1961¹ | 7.886     |
| 1965  | 8.609     |
| 1970¹ | 9.636     |

| Jahr  | Einwohner |
| ----- | --------- |
| 1974  | 10.283    |
| 1975  | 11.436    |
| 1980  | 12.126    |
| 1985  | 12.516    |
| 1987¹ | 12.599    |
| 1990  | 13.346    |
| 1995  | 15.167    |
| 2000  | 15.773    |

| Jahr | Einwohner |
| ---- | --------- |
| 2005 | 16.020    |
| 2007 | 15.900    |
| 2008 | 15.938    |
| 2009 | 16.021    |
| 2010 | 15.980    |
| 2012 | 15.706    |
| 2022 | 16.522    |

¹ Volkszählungsergebnis    

Bevölkerungsentwicklung in Hövelhof von 1818 bis 2007 (obere Linie: heutiger Gebietsstand,
untere Linie: jeweiliger Gebietsstand)

Die Einwohnerzahlen beziehen sich auf den jeweiligen Gebietsstand der Gemeinde.

## Politik

### Gemeinderat
Der Gemeinderat in Hövelhof besteht derzeit aus 34 Mitgliedern. Hinzu kommt der Bürgermeister als Ratsvorsitzender.
Das Ergebnis der Wahl zum Gemeinderat am 13. September 2020 ist in den Diagrammen dargestellt. Die Wahlbeteiligung lag bei 58,7 %.
Die folgende Tabelle zeigt die Kommunalwahlergebnisse seit 1975:
| [ 21 ] [ 22 ]   | 2020  | 2020  | 2014  | 2014  | 2009  | 2009  | 2004  | 2004  | 1999  | 1999  | 1994  | 1994  | 1989  | 1989  | 1984  | 1984  | 1979  | 1979  | 1975  | 1975  |
| Partei          | Sitze | %     | Sitze | %     | Sitze | %     | Sitze | %     | Sitze | %     | Sitze | %     | Sitze | %     | Sitze | %     | Sitze | %     | Sitze | %     |
| --------------- | ----- | ----- | ----- | ----- | ----- | ----- | ----- | ----- | ----- | ----- | ----- | ----- | ----- | ----- | ----- | ----- | ----- | ----- | ----- | ----- |
| CDU             | 20    | 60,42 | 22    | 67,45 | 23    | 67,20 | 24    | 71,99 | 25    | 73,47 | 21    | 60,29 | 21    | 60,13 | 23    | 65,53 | 24    | 73,63 | 27    | 77,53 |
| SPD             | 04    | 11,11 | 06    | 17,08 | 07    | 21,48 | 09    | 25,34 | 07    | 19,20 | 09    | 26,09 | 08    | 24,16 | 06    | 19,93 | 07    | 20,73 | 06    | 17,77 |
| GRÜNE           | 06    | 17,95 | 04    | 10,60 | 0–    | –     | 0–    | –     | 02    | 07,33 | 03    | 09,64 | 02    | 07,17 | 02    | 07,00 | 0–    | –     | 0–    | –     |
| FDP             | 04    | 10,51 | 02    | 04,87 | 04    | 11,32 | 01    | 02,67 | –     | –     | 0     | 04,00 | 02    | 08,54 | 02    | 07,54 | 02    | 05,64 | 0     | 04,70 |
| Gesamt¹         | 34    | 100   | 34    | 100   | 34    | 100   | 34    | 100   | 34    | 100   | 33    | 100   | 33    | 100   | 33    | 100   | 33    | 100   | 33    | 100   |
| Wahlbeteiligung | 58,69 | 58,69 | 53,63 | 53,63 | 51,49 | 51,49 | 56,84 | 56,84 | 52,90 | 52,90 | 82,21 | 82,21 | 63,93 | 63,93 | 68,63 | 68,63 | 73,13 | 73,13 | 88,72 | 88,72 |

¹ohne Berücksichtigung von Rundungsdifferenzen

### Bürgermeister
- 1808–1812 Jost Heinrich Hachmann genannt Apelmeier (Ortsmaire, ab 1812 Ortsbeamter)
- 1815–1819 Johannes Heinrich Gröpper genannt Dieksmeier (Ortsbeamter)
- 1819–1849 Heinrich Gröpper genannt Unterramsel (Ortsbeamter)
- 1849–1857 Heinrich Mertensmeier (Ortsbeamter)
- 1857–1886 Ferdinand Gröpper genannt Rühenbrink (Ortsbeamter)
- 1886–1910 Heinrich Rodehut genannt Oberramsel (Vorsteher)
- 1910–1927 Josef Westhof genannt Holländer
- 1927–1934 Wilhelm Bee
- 1934–1945 Georg Pöpsel
- 1945–1948 Ferdinand Henkemeyer genannt Unterramsel, Zentrum
- 1948–1956 Wilhelm Bee
- 1956–1963 Johannes Liemke
- 1963–1976 Josef Förster, CDU, nach der Amtszeit Altbürgermeister und Ehrenbürger der Gemeinde Hövelhof
- 1976–1999 Heinz Sallads, CDU, nach der Amtszeit Altbürgermeister und Ehrenbürger der Gemeinde Hövelhof
- 1999–2004 Werner Thor, CDU
- seit 2004 Michael Berens, CDU, zuletzt wiedergewählt am 13. September 2020 mit 69,99 % der gültigen Stimmen[24]

### Wappen, Siegel und Banner
Der Gemeinde Hövelhof ist mit Urkunde des Innenministers des Landes Nordrhein-Westfalen vom 25. Juni 1962 das Recht verliehen worden, ein Wappen und ein Siegel mit diesem Wappen zu führen.
Wappenbeschreibung:
„In Grün ein silberner (weißer) Wellenbalken über einem silbernen (weißen) Jagdhorn. Im silbernen (weißen) Schildhaupt ein rotes durchgehendes Kreuz.“
Bedeutung:

Das Wappen der Gemeinde Hövelhof zeigt geschichtliche und geographische Symbole:
1. Das Kreuz im oberen Feld deutet auf das Bischofskreuz der Fürstbischöfe von Paderborn hin, die seit dem Mittelalter bis zur Säkularisation im Jahre 1803 Landesherren waren.
2. Die Wellenlinie symbolisiert den Reichtum Hövelhofs an Bächen, von denen der bedeutendste die Ems ist.
3. Das Jagdhorn deutet auf den Bau des Jagdschlosses auf dem Hövelhof durch den Fürstbischof Dietrich Adolf von der Recke im Jahre 1661 hin. Der Standort des Schlosses führte zunächst zur Entstehung der katholischen Kirchengemeinde und letztlich auch zur Erhebung Hövelhofs zur selbständigen Gemeinde im Jahre 1807.
4. Das vorherrschende Grün im Wappen steht für den Reichtum der Gemeinde an Wald- und Grünflächen.

Siegelbeschreibung:
„Die Gemeinde Hövelhof führt ein Dienstsiegel mit dem Gemeindewappen und der Umschrift „Gemeinde Hövelhof Krs. Paderborn“.“
Des Weiteren ist der Gemeinde Hövelhof mit Urkunde des Regierungspräsidenten Detmold vom 16. September 1971 das Recht verliehen worden, ein Banner zu führen.
Bannerbeschreibung:
„Von Grün und Weiß längsgestreift mit dem Wappen der Gemeinde im oberen Drittel.“

### Städtepartnerschaften

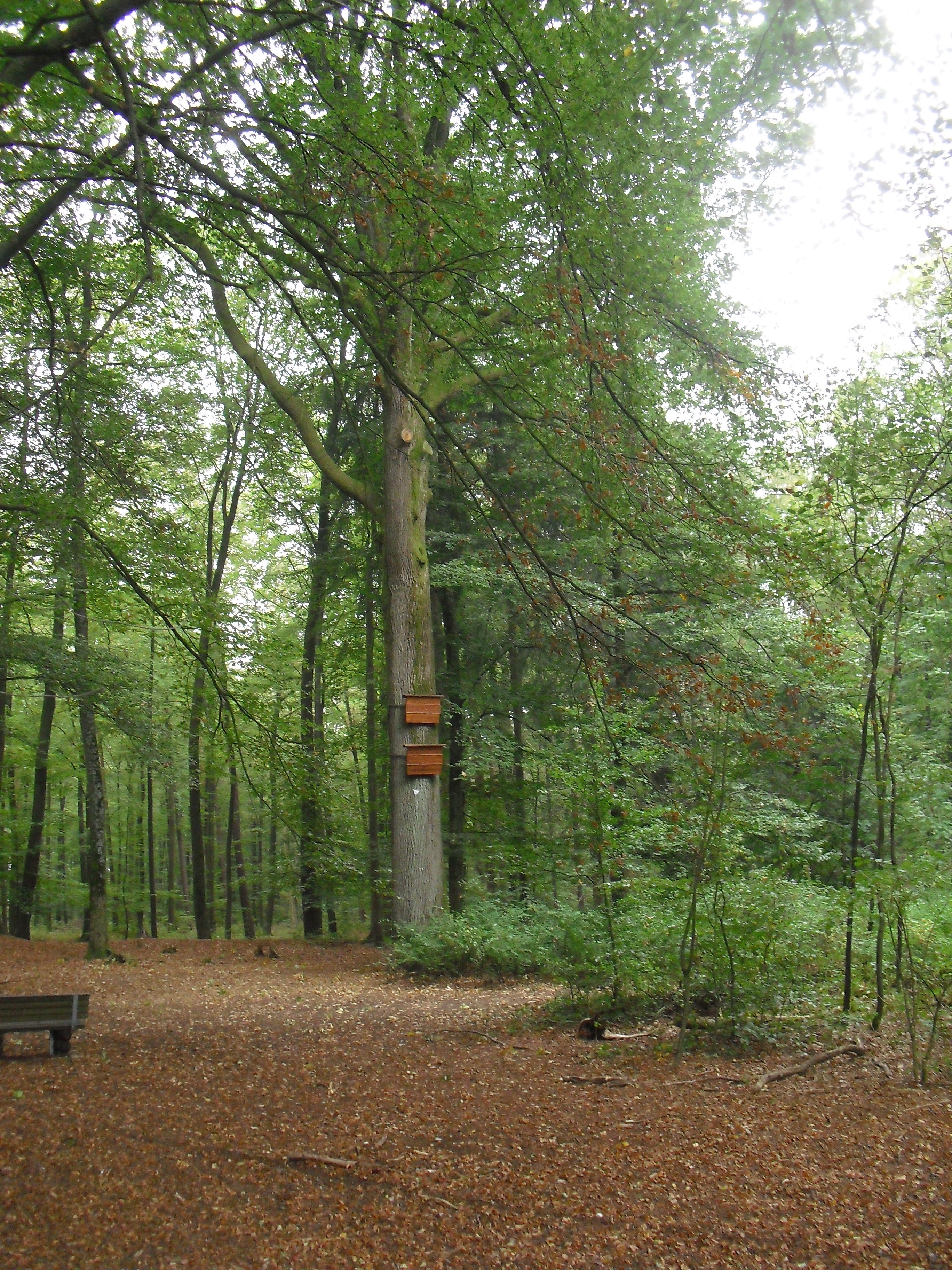
An der Friedenseiche wurden die Partnerschaftsurkunden mit der französischen Partnerstadt Verrieres unterzeichnet

Seit 1971 pflegt die Gemeinde Hövelhof eine Städtepartnerschaft mit Verrières-le-Buisson in Frankreich. Jährlich wechselnd finden Besuche an Pfingsten in den befreundeten Gemeinden statt. Auch Schüleraustausche der beiden Gemeinden werden jährlich durchgeführt.
Seit dem 16. August 2007 führen die Gemeinde Hövelhof und die 4./Panzerbataillon 203 der Panzerbrigade 21 aus dem benachbarten Augustdorf ebenfalls eine Partnerschaft.
Zudem ist die Gemeinde Mitglied des Bundes der europäischen Napoleonstädte.

## Kultur und Sehenswürdigkeiten

### Museen
Im Ortsteil Riege findet sich das Dorfschulmuseum. Es ist in einer 200 Jahre alten Schule, die unter Denkmalschutz steht, untergebracht. Auf dem Dach findet sich noch eine Schulglocke und der Garten ist auch noch unverändert. Über 1200 historische Schulbücher und Geräte und Arbeitsmittel aus dem Unterricht werden ausgestellt. Bei Malerarbeiten 1950 konnte ein Goldenes ABC aus dem 19. Jahrhundert freigelegt werden, welches 24 Lebensregeln zu den Buchstaben vermittelt.

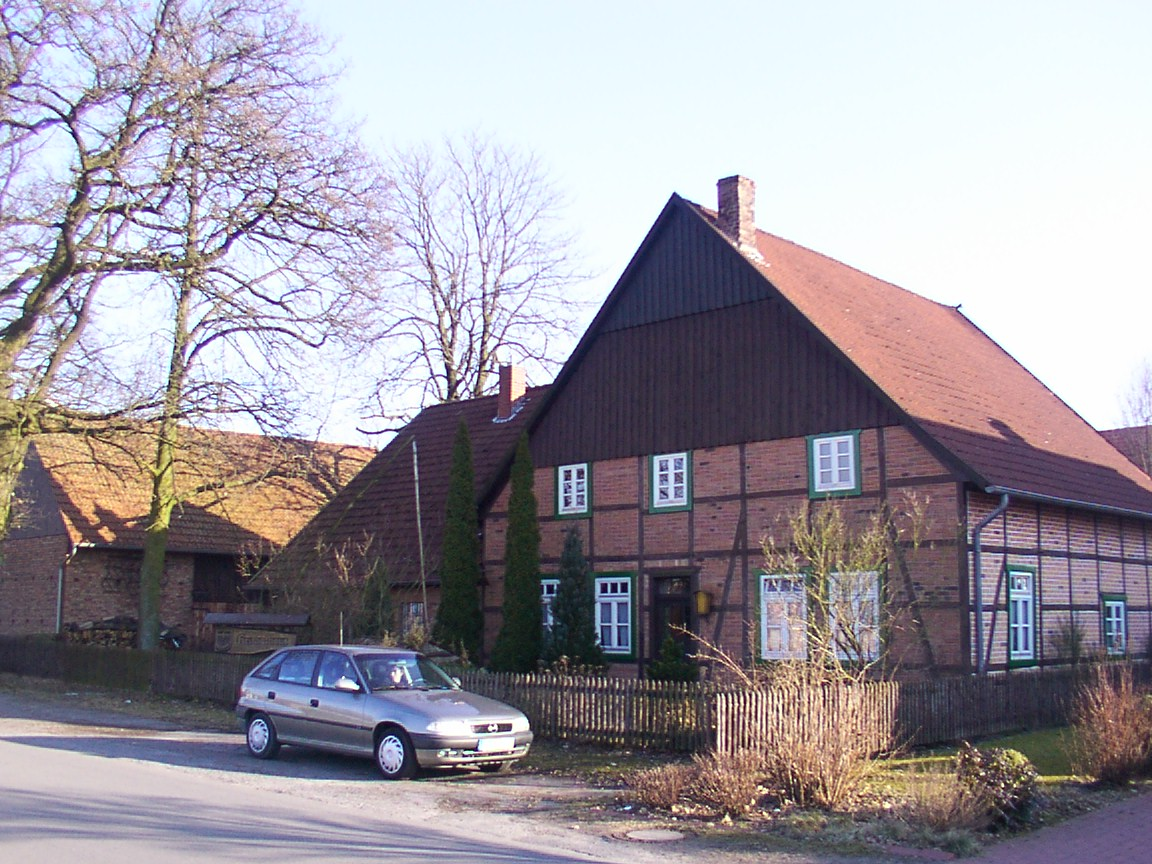
Das Heimathaus mit eingerichteter Backstube in Hövelhof

Das Heimatzentrum-Senne setzt sich aus dem Heimathaus und dem Haus des historischen Handwerks zusammen. Letzteres wurde 2005 in ehrenamtlicher Arbeit errichtet. Dort werden verschiedene alte Handwerke, wie Korbmacher, Seiler und Dorfschmied gezeigt. Das Heimathaus ist ein für Hövelhof typisches Gebäude. Hier ist auch eine Backstube eingerichtet, so dass bei verschiedenen Veranstaltungen eigenes Brot gebacken werden kann. Die gesamte Anlage ist nach telefonischer Absprache zu besichtigen.

### Musik
In den Gemeinden Hövelhof und Hövelriege sind Kirchenchöre aktiv. Die Kolpingsfamilie Hövelhof hat einen Chor à la carte; in Hövelsenne und Espeln gibt es Männergesangvereine.
In Hövelhof gibt es ein Akkordeonorchester, ein Jagdhornbläsercorps und ein Blasorchester. Im Ortsteil Hövelriege gibt es eine Blaskapelle und ein Schützen-Tambour-Corps. Die Emslandjäger sind eine Musikkapelle, deren Mitglieder in Espeln und Steinhorst leben.

### Bauwerke
- Die Pfarrkirche St. Johannes Nepomuk Hövelhof ist bereits der vierte Kirchenbau der Gemeinde. Da die Vorgängerkirchen immer in einem schlechten Zustand und für die aufstrebende Gemeinde Hövelhof zu klein waren, wurde 1977 die vierte Hövelhofer Pfarrkirche gebaut.
- Im Ortskern, unweit der Katholischen Pfarrkirche, befindet sich das ehemalige Jagdschloss der Fürstbischöfe zu Paderborn. Die gesamte Anlage war ehemals von Gräften umgeben. Das 1661 durch Fürstbischof Dietrich Adolf von der Recke errichtete Haupthaus präsentiert sich als schlichter zweigeschossiger Fachwerkbau mit Satteldach. Nach dem Vorbild des bei Wiedenbrück gelegenen Herrensitzes Haus Außel verfügt es an den Ecken über vier diagonal gestellte Standerker. 1780 wurde der an Eingangsseite befindliche Vorbau errichtet. Von den beiden Nebengebäuden ist das rechte mit der Jahreszahl 1774 bezeichnet. Das ehemalige Schloss wird heute als katholisches Pfarrhaus genutzt.
- Pfarrkirche Herz-Jesu Hövelriege
- Pfarrkirche Herz-Jesu EspelnHerz-Jesu-Kirche Espeln

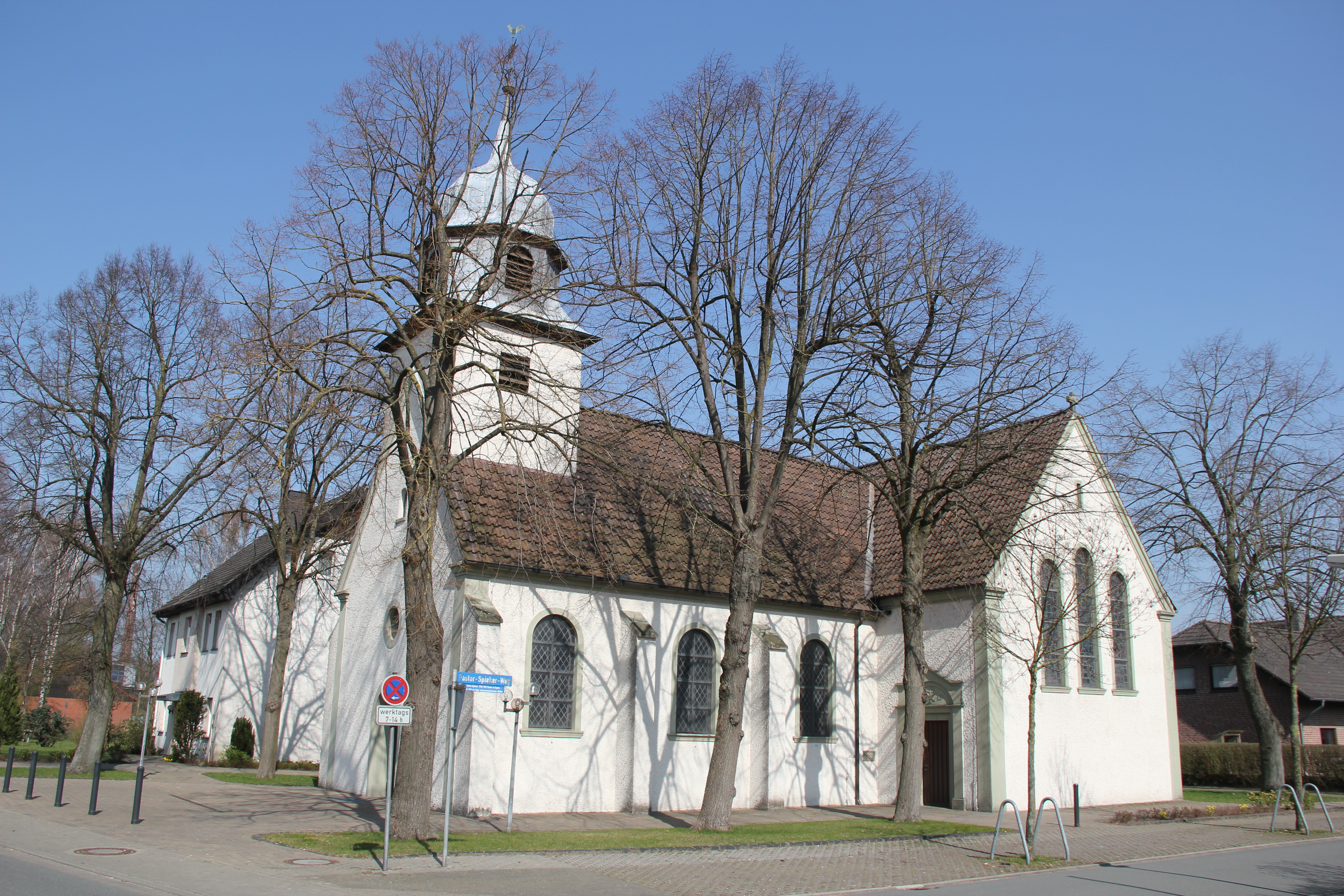
Herz-Jesu-Kirche Espeln

- Der Ramselhof ist einer der ältesten Gutshöfe in Hövelhof. Die Anfänge der Hofgeschichte reichen bis in das 12. Jahrhundert zurück. Das erhaltene Hofhaus wurde 1744 errichtet und ist in einem Park gelegen. Der Gutshof ist in Privatbesitz, allerdings gibt es einmal im Monat die Gelegenheit, hier standesamtlich zu heiraten.[28]
- Der Apelhof wurde 1719 von Johan Apelmeier und Anna Catherina Beckehöver erbaut und gehört zu Hövelhofs Urhöfen. Der Hof, der sich an einem Baggersee befindet, hatte lange Zeit die Adresse Hövelhof 1. Seit 1961 befindet sich auf dem Hofgelände ein Campingplatz, welcher heute über 500 Plätze für (Dauer-)Camper bietet[29].

### Parks
In Hövelhof gibt es den Park Verrières, der nach der Partnerstadt in Frankreich benannt worden ist. Von den Bürgern werden zur Erholung die Wanderwege in der Moosheide und im Hövelhofer Forst genutzt. Rund um den Ramselhof gibt es einen kleinen nichtöffentlichen Park.

### Naturschutzgebiete

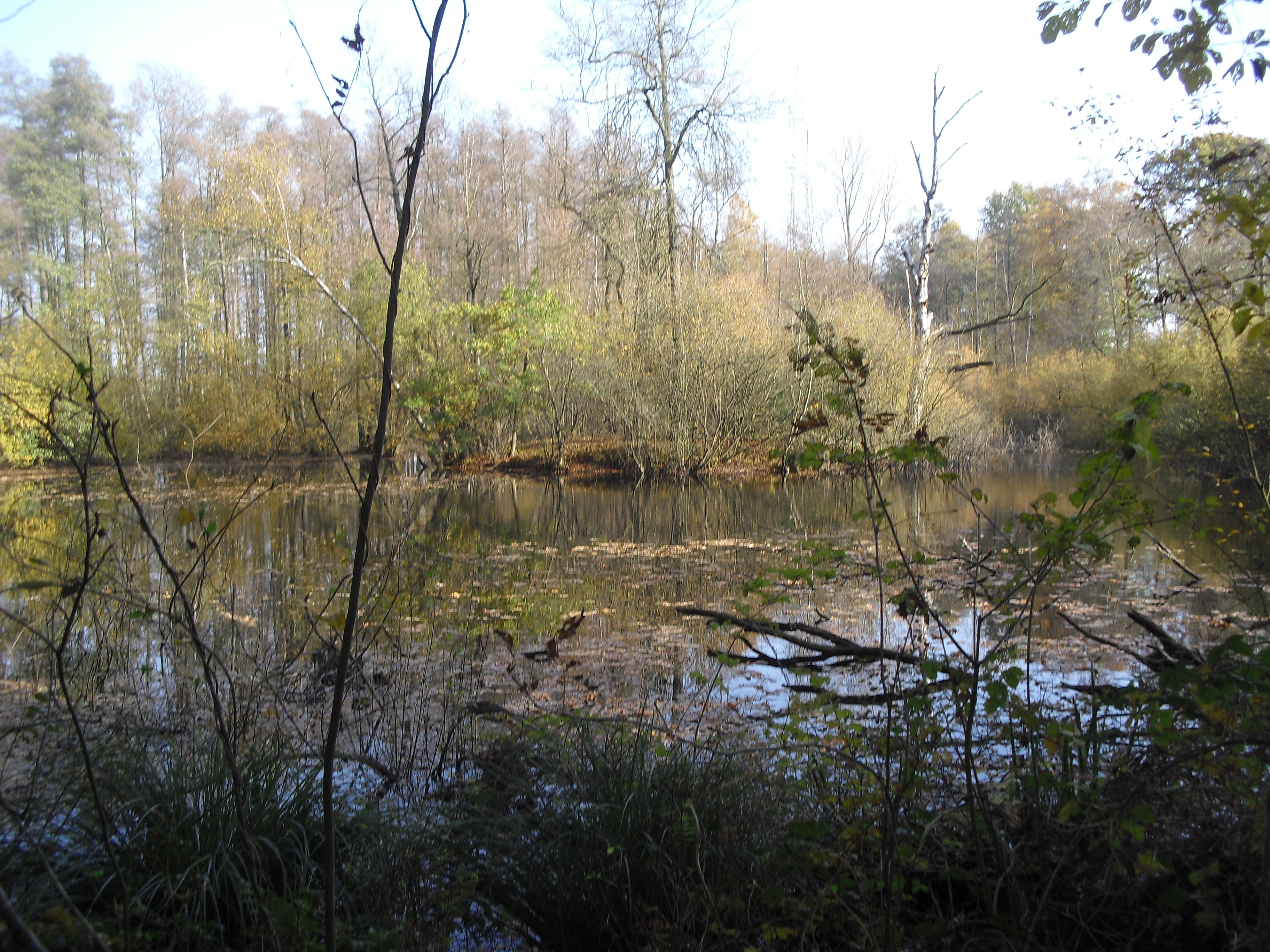
Apelteich

In Hövelhof befinden sich insgesamt fünf Naturschutzgebiete, davon drei ausschließlich im Gemeindegebiet sowie zwei weitere in ortsübergreifender Lage.
Die Biologischen Station Kreis Paderborn-Senne betreut das Naturschutzgebiet Moosheide. Dünen und trockene Heide kennzeichnen dieses 440 Hektar große Gebiet. Darüber hinaus gibt es hier Sandmagerrasen und einen Mischwald aus Eichen und Birken. Etwa 285 Hektar liegen in Hövelhof, der übrige Teil in Schloß Holte-Stukenbrock.
Der Ramselbruch ist ein 55 Hektar großes Naturschutzgebiet nordwestlich von Hövelhof. Es besteht aus Waldbeständen, die für den Raum der Senne typisch sind. Weiterhin gibt es Heidemoore, Dünen und Feuchtwiesen. Das Gebiet gehört zu den ältesten Naturschutzgebieten in Ostwestfalen-Lippe.
Das Naturschutzgebiet Rixelbruch besteht aus einem Erlenbruchwald auf sandigem Untergrund in der Niederung des Furlbachs nördlich des Ortsteils Riege und umfasst etwa 5,2 Hektar.
Das Naturschutzgebiet Apels Teich erstreckt sich von der Salvatorstraße bis zur Autobahn A33 und ist knapp 40 Hektar groß. Der 2,3 Hektar große ältere Teil besteht aus einem Heideweiher, einem feuchten sennetypischen Erlenbruchwald, sowie einer Sanddüne mit einem Eichen-Birkenwald. Es stellt den Rest einer ursprünglichen Sennelandschaft vor dem Eindringen der Kiefer dar, die seit den letzten 300 Jahren die Sennelandschaft prägt.
Zwischen Hövelhof und Ostenland befindet sich das knapp 122 Hektar große vorrangig aus Feuchtwiesen bestehende Naturschutzgebiet Erdgarten-Lauerwiesen. Teile der artenreichen Schutzfläche reichen bis in das Gebiet der Stadt Delbrück hinein.

### Sportvereine und andere Vereinigungen

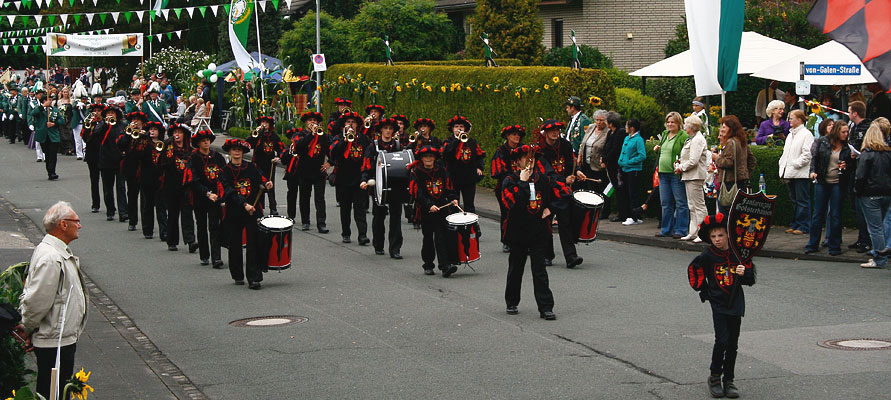
Bundesschützenfest 2009 in Hövelhof

In Hövelhof gibt es über 20 Vereine, die der Bevölkerung sportliche Aktivitäten bieten. Neben den klassischen Ballsportarten wie Fußball, Handball, Volleyball, Tennis und Tischtennis gibt es Angebote wie Badminton, Reiten oder die Kampfsportart Ju-Jutsu. Radsport, ein Schwimmverein, eine DLRG-Ortsgruppe und integrativer und Rehabilitationssport runden den sportlichen Bereich ab. Die HSG Augustdorf/Hövelhof ist ein Zusammenschluss der Handballabteilungen der TuSG Augustdorf und des HC Hövelhof und spielt derzeit in der Oberliga Westfalen. Der größte Erfolg der Mannschaft ist der Aufstieg in die 2. Bundesliga zur Saison 2002/03. Der Badminton Club Phönix Hövelhof spielt in der Regionalliga. Zudem erreichte die Jugendmannschaft 2015 bei den Deutschen Mannschaftsmeisterschaften den dritten Platz.
Der mit Abstand mitgliederstärkste Verein ist die St. Hubertus Schützenbruderschaft Hövelhof e. V. mit 2037 Mitgliedern (Stand 2009). Untergliedert ist das Bataillon in fünf Kompanien, mit jeweiligen Zügen und Gruppen, aus denen wiederum eine Schießsportabteilung, die Jungschützenabteilung, die Fahnenschwenkergruppe, eine Blaskapelle, ein Spielmannszug und die fürstbischöflichen Böllerschützen hervorgehen. Im September 2009 richtete die Hövelhofer Schützenbruderschaft das Bundesschützenfest aus. An dem Ereignis nahmen 30.000 Schützen im Hövelhofer Ortszentrum teil.

### Veranstaltungen und Feste
An jedem Donnerstagvormittag ist auf dem Marktplatz Hövelmarkt an der Kirche Wochenmarkt. Anfang April findet im gleichnamigen Ortsteil das Espelner Mofarennen statt. Am 30. April und am 1. Mai wird auf dem Hövelmarkt das Frühlingsfest gefeiert. Ende Juni findet das jährliche Schützenfest der St. Hubertus Schützenbruderschaft Hövelhof statt. Die St. Libori-Bürgerschützen Hövelriege-Liemke feiern ihr Schützenfest Anfang August. Ebenfalls im August feiert die Biologische Station Kreis Paderborn-Senne das Heideblütenfest auf dem Gelände der Heidschnuckenschäferei in der Senne. Im September veranstaltet der Espelner Bürgerverein das Heimat- und Erntedankfest in Espeln. Am ersten Wochenende im Oktober richtet der Verkehrsverein Hövelhof das traditionelle Volksfest Hövelmarkt aus und im Dezember den Weihnachtsmarkt im Ortskern von Hövelhof.

### Kulinarische Spezialitäten
Als regionale Spezialität darf das Hövelhofer Sennebier gelten, welches in einigen örtlichen Gaststätten ausgeschenkt wird und bei den lokalen Getränkelieferanten erhältlich ist. Gebraut wird das Sennebier in Detmold von der Brauerei Strate.

## Wirtschaft und Infrastruktur

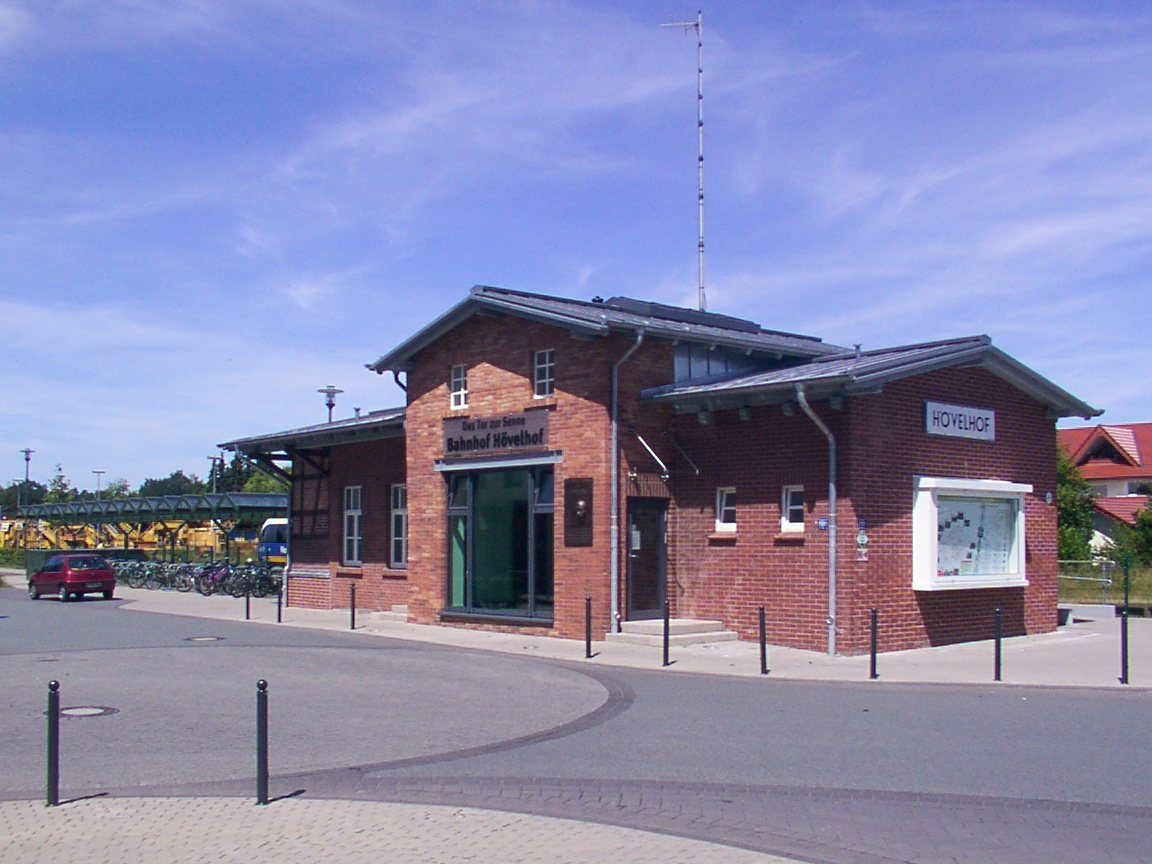
Das Bahnhofsgebäude in Hövelhof

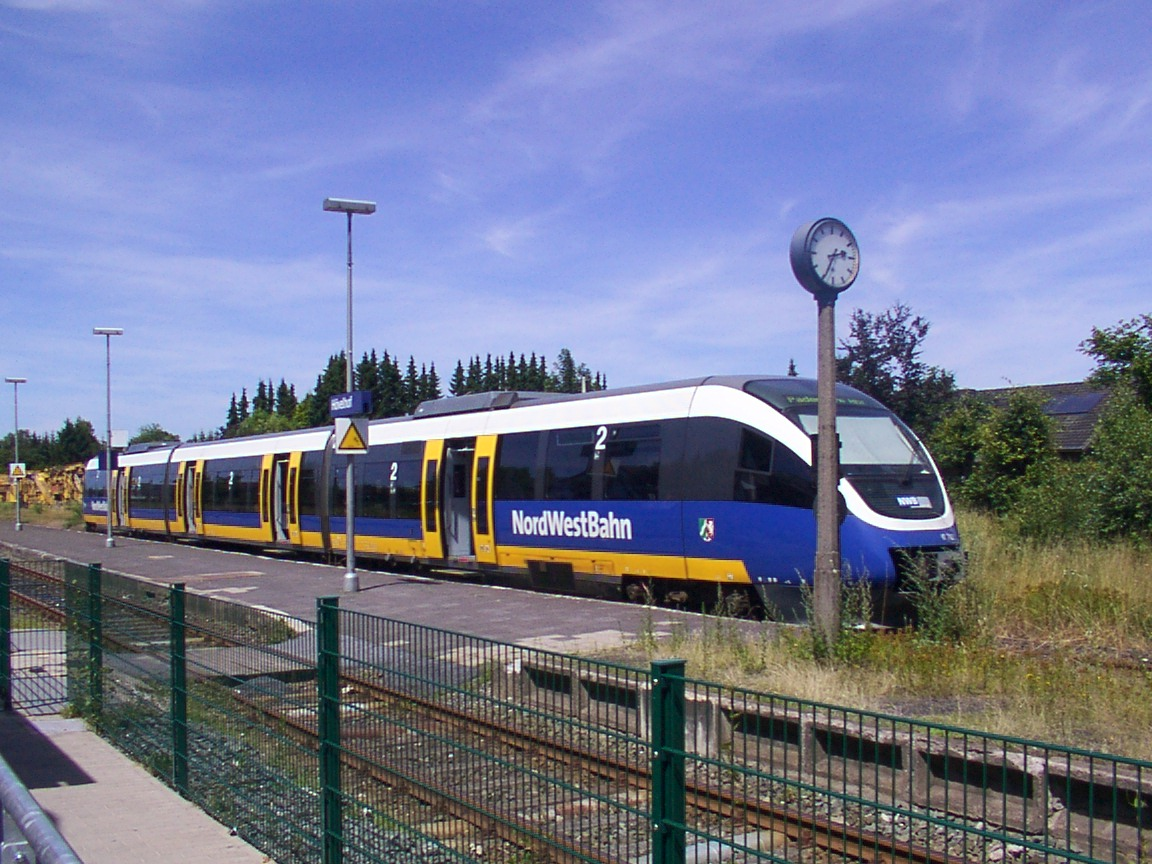
Zug der NWB auf der Strecke der Senne-Bahn im Hövelhofer Bahnhof

### Verkehr

#### Schienen- und Busverkehr
Der Bahnhof Hövelhof und der Haltepunkt Hövelriege liegen an der Senne-Bahn (KBS 403). Die Strecke wird von der gleichnamigen Regionalbahn 74 Bielefeld–Schloß Holte–Paderborn bedient. Ein weiterer Haltepunkt in Klausheide wird nicht mehr genutzt. Durchgeführt wird der Schienenpersonennahverkehr (SPNV) von der NordWestBahn mit Dieseltriebwagen vom Typ Bombardier Talent.
Bis 1978 wurde der Bahnhof Hövelhof auch von Personenzügen der 1903 fertiggestellten Bahnstrecke Ibbenbüren–Hövelhof der Teutoburger Wald-Eisenbahn (TWE) bedient. Die Strecke verlief aus Gütersloh kommend über Verl und Kaunitz. Aktuell wird für die heutige im Besitz von Captrain Deutschland befindliche Güterverkehrsstrecke eine Reaktivierung des Personennahverkehrs zwischen Gütersloh und Verl diskutiert; eine Verlängerung Kaunitz – Hövelhof ist in den Planungen (noch) nicht vorgesehen. Am ersten Sonntag im Dezember verkehrt jedoch jedes Jahr auf der TWE eine Dampflokomotive mit dem Teuto-Express als Museumsbahn von Gütersloh zum Hövelhofer Nikolausmarkt.
Im Straßenpersonennahverkehr verkehren Regionalbusse nach Paderborn, Gütersloh und Stukenbrock (mit Umsteigemöglichkeit nach Bielefeld-Brackwede). Der Hövelhofer Ortsbus (HOB) verbindet seit 1997 alle Ortsteile miteinander. Der Ortsbus hat in Hövelhof den Schulbus abgelöst. Alle Fahrten wurden öffentlich, und es wurden weitere Fahrten in den Ferien und am Nachmittag eingeführt
Am Wochenende und vor ausgewählten Feiertagen fährt ein Nachtbus von Paderborn.
Für den gesamten öffentlichen Personennahverkehr gilt der Tarif des Westfalentarifs und tarifraumüberschreitend der NRW-Tarif.

#### Straßen
Die Autobahn A 33 Bielefeld–Bad Wünnenberg durchquert das Gemeindegebiet mit zwei Abfahrten (Stukenbrock-Senne und Paderborn-Sennelager) in unmittelbarer Nähe zum Ort.

#### Luftverkehr
Der Flughafen Paderborn-Lippstadt liegt in etwa 29 km Entfernung in Büren-Ahden.

#### Radverkehr
Hövelhof ist Ausgangspunkt des Emsradweges. Darüber hinaus verlaufen der Europaradwanderweg R1 und der Senne-Radweg durch die Gemeinde.

### Medien

#### Printmedien
In Hövelhof sind zwei regionale Tageszeitungen vertreten, zum einen die Lokalausgabe des Westfälischen Volksblatts, eine regionale Bezeichnung des Westfalen-Blatts, und zum anderen die Neue Westfälische mit Regionalteil. Beide Zeitungen beziehen ihren Mantel von ihren jeweiligen Mantelredaktionen aus Bielefeld. Zudem erscheint vierteljährlich im Hochstift Paderborn die Zeitschrift Die Warte für die Kreise Paderborn und Höxter mit Beiträgen zur Regionalgeschichte, Literatur und Kunst.
Monatlich per Hausverteilung in Hövelhof erscheinen die Magazine Hövelhofer Rundschau und Senneforum.

#### Radio und Fernsehen
Hövelhof gehört zum Berichtsgebiet des Regionalstudios Bielefeld des WDR und von Radio Hochstift, das es in der Berichterstattung als Lokalradio mit abdeckt.

### Öffentliche Einrichtungen

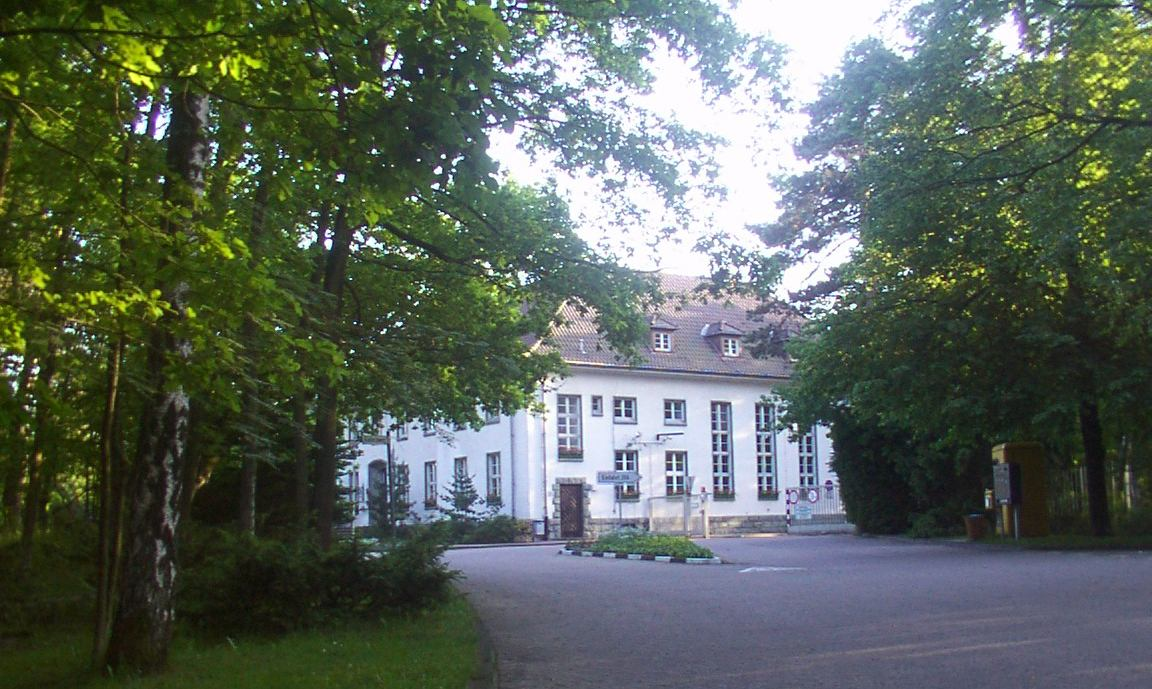
Offener Jugendstrafvollzug in Hövelhof

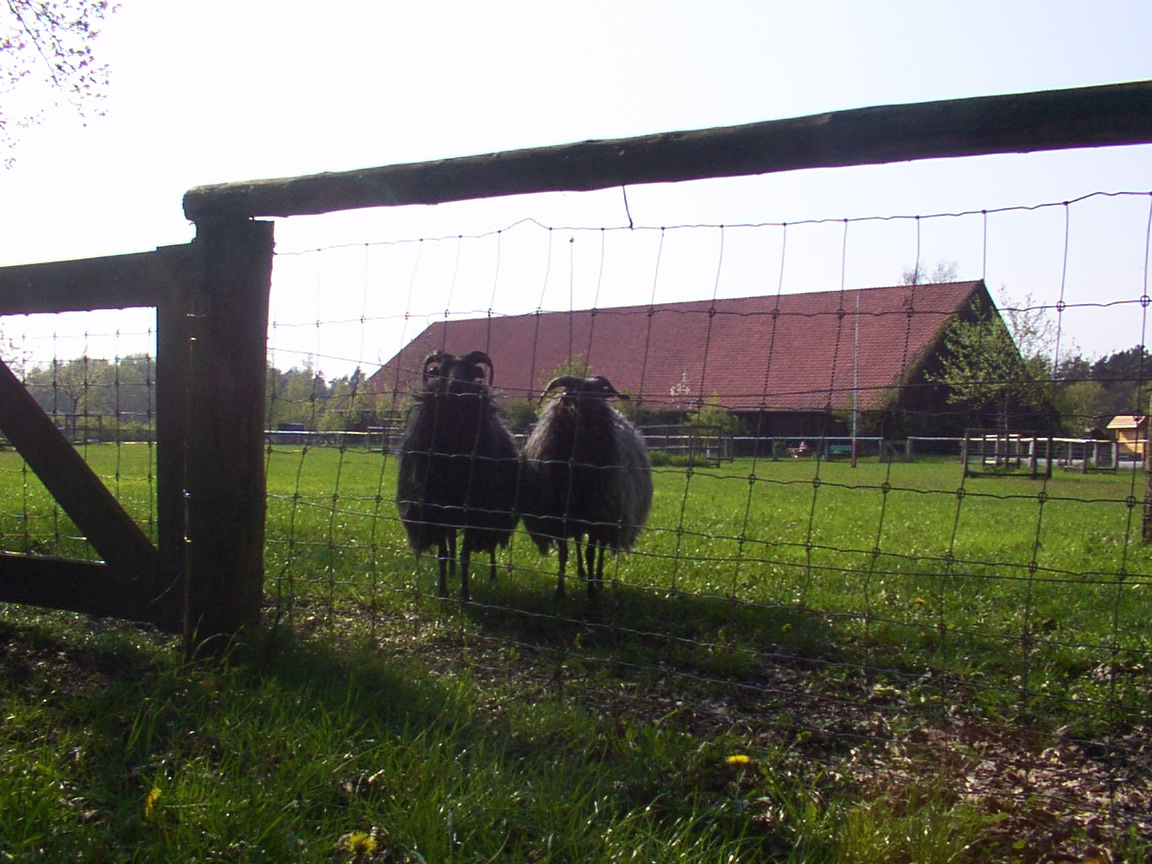
Heidschnuckenschäferei Senne

In der Freiwilligen Feuerwehr Hövelhof sind über 80 Feuerwehrleute aktiv. Die Jugendfeuerwehr besteht aus 23 Jugendlichen im Alter von 12–17 Jahren.
Seit 1972 unterhält die Gemeinde Hövelhof ein eigenes Hallenbad mit einem 25-Meter-Becken. Jährlich wird es von etwa 53.000 Badegästen besucht.
Das Kinder- und Jugendzentrum der Gemeinde, genannt Haus der Jugend – HOT Hövelhof, ist etwa 900 Quadratmeter groß und hat ein Café, einen Computerraum, Krabbelräume, verschiedene Spielgeräte wie Kicker etc. und ein großes Außengelände mit Skateanlage, Minifußballfeld und Grillmöglichkeit. Von Montag bis Samstag können sich Kinder- und Jugendliche in ihrer Freizeit dort aufhalten.
Die Gemeinde Hövelhof ist gemeinsam mit der katholischen Kirche Träger einer öffentlichen Bibliothek.
Die Justizvollzugsanstalt Hövelhof wurde im Ortsteil Staumühle als offener Jugendstrafvollzug 1948 gegründet und 1993 um eine Pflegeabteilung erweitert. Die Unterbringung der jugendlichen Gefangenen erfolgt üblicherweise in Wohneinheiten mit zwei bis drei Bewohnern, allerdings stehen auch 40 Einzelhafträume zur Verfügung. Die räumlich getrennte Pflegeabteilung hat 31 Haftplätze.
Die Biologische Station Kreis Paderborn – Senne betreibt an der Grenze des Truppenübungsplatzes eine Heidschnuckenschäferei.
Das Salvator-Kolleg ist ein Jugendheim der Caritas im Erzbistum Paderborn für stationäre Kinder- und Jugendhilfe für Jungen ab dem 12. Lebensjahr mit Hauptsitz in Hövelhof.

### Bildung
In Hövelhof gibt es fünf kommunale Kindergärten und drei Kindergärten in katholischer Trägerschaft. Darüber hinaus gibt es drei Grundschulen, von denen zwei – die Mühlenschule und die Kirchschule – katholische Bekenntnisschulen sind. Die Krollbachschule ist eine Ganztagsschule; auf ihr wird Hauptschulunterricht erteilt. Angrenzend an die Hauptschule ist die Franz-Stock-Realschule. Gymnasien befinden sich in den unmittelbaren Nachbargemeinden in Verl, Schloß Holte-Stukenbrock, Rietberg, Delbrück und Paderborn.
Die Gemeinde Hövelhof gehört seit dem 1. Juni 2010 dem Volkshochschulzweckverband Büren, Delbrück, Salzkotten, Bad Wünnenberg an.
Bisher wurden die Aufgaben der Volkshochschule vom Volksbildungswerk Hövelhof e. V. durchgeführt.
Das Volksbildungswerk ist für die Kulturaufgaben der Gemeinde weiterhin tätig. Dazu gehören unter anderen der Plattdeutsche Kreis, das Akkordeonorchester, das Jugendblasorchester, der literarische Arbeitskreis, der Kunstkreis und die Studienfahrten.
Im Jahr 2007 wurden an den Schulen der Gemeinde mit 95 Lehrkräften insgesamt 1573 Schüler unterrichtet, davon 46,9 % an den Grundschulen, 20,7 % an der Hauptschule, 31,3 % an der Realschule sowie 1,1 % an der Förderschule.

### Hövelhofer Unternehmen
Hövelhofer Unternehmen sind in folgenden Branchen vertreten: Maschinenbau, Metallverarbeitung, Verpackungen und Kartonagen, Kunststoffe, Pharmazie und Nahrungsmittelergänzung, Lichtwerbung, Möbel und Vertrieb sowie Produktion von Kaffeeautomatensystemen. Zusätzlich finden sich die typischen Handwerksbetriebe.

## Persönlichkeiten

### Ehrenbürger
- Josef Henrichsmeyer (1891–1967), Gründer der geha-Möbelwerke, größtes Unternehmen in Hövelhof, Wehrführer der Freiwilligen Feuerwehr und Oberst der Schützen[36]
- Josef Förster (1906–1991), Altbürgermeister von Hövelhof
- Heinz Sallads (1931–2006), Altbürgermeister von Hövelhof[37]

### Söhne und Töchter der Gemeinde
- Reinhard Marxkors (1932–2024), Zahnmediziner und Hochschullehrer
- Heinz Stücke (* 1940), ehemaliger Weltrekordhalter im Radfahren mit der längsten geradelten Strecke
- Ludger Hoffmann (* 1951), Germanist an der TU Dortmund
- Cornelia Poletto (* 1971, Hamburg; aufgewachsen in Hövelhof), Fernsehköchin